# Grabau (Stormarn)
Grabau é um município do distrito de Stormarn, no estado de Schleswig-Holstein, Alemanha. Pertence ao Amt de Bad Oldesloe-Land.